# Borjakeh
Borjakeh (persiska: بُرجَگِه, بُرجِكِه, برجكه, بُرجَكَه, بورجگاه) är en ort i Iran.   Den ligger i provinsen Kurdistan, i den nordvästra delen av landet, 300 km väster om huvudstaden Teheran. Borjakeh ligger 2 039 meter över havet och antalet invånare är 107.
Terrängen runt Borjakeh är kuperad åt nordost, men åt sydväst är den platt.Runt Borjakeh är det ganska glesbefolkat, med 23 invånare per kvadratkilometer. Närmaste större samhälle är Bījār, 3,0 km nordost om Borjakeh. Trakten runt Borjakeh består i huvudsak av gräsmarker.